# Popowia platyphylla
Popowia platyphylla är en kirimojaväxtart som beskrevs av Friedrich Ludwig Diels. Popowia platyphylla ingår i släktet Popowia och familjen kirimojaväxter. Inga underarter finns listade i Catalogue of Life.